# 569
Cette page concerne l'année 569  du calendrier julien. Pour l'année 569 av. J.-C., voir 569 av. J.-C. Pour le nombre 569, voir 569 (nombre).
L'année 569 est une année commune qui commence un mardi.

## Événements

### Afrique
- Soulèvement du prince berbère Garmul contre les Byzantins en Maurétanie. Il bat les troupes byzantines à trois reprises (569, 570, 571) avant d'être battu et tué en 578 par le patrice Gennadius[1].
- Les Garamantes du Fezzan concluent un traité de paix avec l'Empire byzantin et se convertissent au christianisme[2].
- En Nubie le royaume d'Alodia est converti au christianisme monophysite, selon Jean d'Éphèse, par l'évêque Longin. Vers la même année le royaume nubien de Makuria est converti au christianisme melkite par des missionnaires coptes[2].

### Europe
- 4 septembre : prise de Milan. Les Lombards envahissent la plaine du Pô, prennent Padoue, Milan où Alboïn établit sa capitale (569-774), Vérone, puis mettent le siège devant Pavie[3].
- 19 novembre : arrivée d'une relique de la Vraie Croix offerte par l'empereur Justin II au monastère Sainte-Croix de Poitiers. Venance Fortunat compose pour l'occasion l'hymne du Vexilla regis[4].

- Les Lombards attaquent la Provence. Le patrice Amatus est vaincu et tué[5], puis ils sont rejetés par les Francs. Leurs expéditions malheureuses en Gaule (569-571) amènent une entente entre les Francs et Byzance[6].
- Les Avars réclament la possession de Sirmium et un tribut. Devant le refus des Byzantins, ils envoient leurs alliés Koutrigours ravager la Dalmatie par la Save. Ils obtiennent en 571 un traité qui leur laisse les terres des Gépides, sauf Sirmium[7].

## Décès en 569
- Victor Tonnennensis[6], évêque d'Afrique, écrivain, auteur d'une chronique qui va de 444 à 567.